# 張待化
張待化（1515年—？），字子魚，號起溟，直隸大名府開州人，民籍，明朝政治人物。

## 生平
嘉靖二十八年（1549年）己酉科順天鄉試第三十一名舉人，三十二年（1553年）中式癸丑科會試第一百六名，三甲第一百二十五名進士。禮部觀政，授南京行人司行人，升南京行人司司副、戶部員外郎。

## 家族
曾祖張文；祖父張鑑；父張天民，壽官。母王氏；繼母章氏。兄張待元。